# 塞巴斯蒂昂巴鲁斯
塞巴斯蒂昂巴鲁斯（葡萄牙語：Sebastião Barros）是巴西皮奥伊州的一个市镇。总面积1013.926平方公里，总人口4747人，人口密度4.7人/平方公里。